# 神坂ひなの
神坂 ひなの（かみさか ひなの、1996年3月3日 - ）は、日本の元AV女優。元グラビアアイドル。Duoエンターテイメント所属を経てBELLTECH→ルミナスプロモーション所属。2020年1月より「神野ひな」として活動。

## 略歴
2015年から撮影会のモデルとして活動を開始し、2016年1月に1stDVD『デビュー素少女』で本格的なデビューとなる。9本のイメージDVDを発売。所属事務所はオン・ターゲット。
2017年7月、SODクリエイトの「SOD star」レーベルの専属女優としてAVデビュー。オンターゲットと同系列のDuoエンターテイメント所属となる。
2018年から専属を離れ企画単体女優として活動を開始し、同年1月21日に池袋ミカド劇場でストリップデビュー。
2020年1月1日、「神野ひな（かんの ひな）」で新たにツイッターを開始。BELLTECH所属となり改名したことを報告。
2021年5月25日、公式ツイッターで2021年いっぱいでの引退を発表。2022年以降は事務所に籍を置きつつ、ロック座グループの踊り子として活動する。

## 人物
山形県出身。
趣味は映画鑑賞、特技はダンス・卓球。
小学生高学年の頃にR18系の漫画で初体験の描写があり、そこから興味をもちはじめ、中学生になってオナニーを始める。BLや学園もの、近親相姦ものが好きで、妄想している。
グラドル、着エロモデルとして活動範囲の広がりや物足りなさを感じてきている中で、系列事務所に所属する女優のイベントのお手伝いに行ったり、SNSのフォローをして、先輩たちの幅広い活動範囲や輝いている姿を羨ましく見ていたこと、元々、エッチや妄想好きでAVを観ておりAV女優になることに抵抗がなかったことなどが、AV女優転身の理由としている。

## 作品

### イメージDVD
2016年
- デビュー素少女（1月23日、JELLY-Be）
- 100%美少女 Vol.95（2月19日、日本メディアサプライ）
- ステキな恋少女（4月13日、INTEC Inc）
- ひなの巣立ち（5月20日、デジプラン）
- 僕だけの天使（8月13日、JELLY-Be）
- 神様、ひなの様!（10月1日、デジプラン）
- 清純旅行 無防備で思わせぶりなキミ（12月23日、INTEC Inc）

2017年
- 恋する乙女は大胆不敵（2月23日、INTEC Inc）
- 恥じらい温泉小旅行 〜脱ぎ捨てた清純〜（5月13日、INTEC Inc）
- PureNude 〜もう隠せないこの想い〜（12月23日、Precious Beauty）

2018年
- Aphrodite（6月15日、ファインピクチャーズ）

### アダルトDVD
- AV Debut（7月6日、SODクリエイト）
- 神坂ひなの 初イキっ! 止まらない、超大量潮吹き!!（8月1日、SODクリエイト）
- はじめてづくしの未体験プレイ5SEX（9月7日、SODクリエイト）
- 拘束×巨根×失禁 失神するほど…イカサレテ（10月5日、SODクリエイト）
- 声の出せない状況でも感じちゃう、超敏感娘（11月2日、SODクリエイト）
- いいなり温泉旅行（12月7日、SODクリエイト）

- 東京￥交（2月9日、S級素人）※「HINANO」名義
- 顔出し!未成年の女子大生限定 ザ・マジックミラーからの脱出 in池袋 素人参加型アトラクション! 友達同士の男女の大学生が2人っきりの密室でリアル中出し脱出ゲームに挑戦!! 謎解きエロミッションと人生初の生中出しSEXをクリアすることができるのか!?（2月19日、ディープス）
- 妹のパンチラ（2月23日、I.B.WORKS）
- 近親性交 父に何度も犯され続ける娘の近親相姦映像（2月23日、I.B.WORKS）
- ボクだけのご奉仕メイド（3月23日、クリスタル映像）
- 姪交換 〜2人の叔父による調教姪っ子交換記録〜（3月23日、TMA）
- 純朴美少女のピン立ち乳首苛め 「叔父さん達から教えられた…アソコの芯が疼くような痺れるような、我慢できなくなる気持ち…。」 「今日もたくさんおじさん達が来て、わたしの体の色んなところを白く汚していくんです…」（3月25日、オーロラプロジェクト・アネックス）
- 制服少女たちのレズビアン三角関係。（4月13日、ビビアン）
- チラリと見えるスケスケど派手な下着で誘惑してくる制服美少女。（4月13日、無垢）
- 集合団地の日焼け美少女（5月25日、I.B. WORKS）
- ニーハイ超ミニスカ制服が導入された学校に男は僕1人（6月21日、ROCKET）
- 絶対領域ニーハイマニアクス 2（6月22日、BAZOOKA）
- 一般男女モニタリングAV “時限式絶対に破けるコンドーム”を渡して同じ学校に通う男女の友達同士へ強制中出しドッキリ企画! 同級生男女がラブホテルで抜かずの連続射精ミッションに挑戦! ゴム内にパンパンに溜まっていた精子が突然コンドームが破れて想定外の膣内大量射精!! 2（7月7日、ディープス）※「みゆ」名義
- マジックミラー号 もうすぐ夏休み! 田舎で育った夏服女子○生がはじめてのオモチャで激イキ絶頂体験! 2 史上最高レベルの女子○生10人中10本番スペシャル!（8月9日、SODクリエイト）※「りこぴん」名義
- 「採精室で巨根患者と2人きり!僕のチ○ポに興味津々の美少女看護師は精液検査で射精(手コキ/フェラ/SEX)のお手伝いも拒まない」 完全主観Ver.（8月9日、DANDY）
- 初めてが私でいいのかな… ひよこ女子の密着・いちゃいちゃ・甘えんぼ極上筆おろし SNSで募集した神に誓ってガチ童貞さん、まさかまさかの全員ビッグマグナム!?編（8月9日、ひよこ）
- 女子○生のパンチラ尻に我慢できずにバックからねじ込むデカチン即ハメ! 「これ以上はムリです…」 断られても強引にイカせるイケメンおじさんの高速ピストン口説きSEXを完全収録! 未体験の大人チ○ポに夢中になったデカ尻J○が同級生の彼氏では味わえない連続絶頂合計40回!（8月19日、ディープス）※「ゆうか」名義
- ローターをぶら下げたまま逃走アクメ! 膣痙攣して振動部が抜けなくなるほど何度もイキまくる女子○生（8月23日、ナチュラルハイ）
- 「ひと夏の思い出。」 ひよこビッチな教え子たちに玩具にされて弄くり回された性の記録（8月23日、ひよこ）
- 日焼け姪っ子とおじさんの夏休み（8月24日、I.B.WORKS）
- 痴漢おねだり娘 2 初めての漏らしイキに発情して挿入をねだる女子○生（9月6日、ナチュラルハイ）
- 完全女体観察・オマ●コぬぷぬぷオナニー5時間スペシャル（9月14日、S級素人）
- 「えっちに興味あるんですけど、処女なんです…」コンドーム自販機で避妊具を買っていた女子○生にインタビュー（9月20日、SODクリエイト）※「和美」名義
- 即ハメ痴漢 7（9月20日、ナチュラルハイ）
- ちっぱいの妹が家の中では無防備で胸チラ&パンチラ連発!童貞の僕は欲情してしまいガン見していると｢おにいちゃん、今見てたでしょ｣と急に恥ずかしがり赤面!「私の見たんだから…おにいちゃんのも見せてよ…」と性に興味を持ち始めた思春期貧乳妹と親には内緒で近親相姦童貞喪失中出しSEX!（9月28日、TMA）
- 侵食憑依 手、胴体、足、脳、体全て。男が少女の体に徐々に【憑依】乗り移っていく監禁記録。（10月11日、SODクリエイト）
- 密室で乳首をいじられ失禁イキしながら発情する女子○生 3 〜施設トイレ、ゲームセンター、ボイラー室、駐輪場〜（10月11日、ナチュラルハイ）
- 【未公開】 秘密の連続射精コレクション。 〜ひよこ女子のかわいすぎる手コキフェラで“2発も3発も”精子枯れ果てるまで…〜（10月11日、ひよこ）
- 日常生活にある私たちのおちんちんペット（10月25日、SODクリエイト）
- 媚薬射精ペニバン襲激 2 女の中出しピストンの快感で助けも呼べず理性を失いレズ覚醒する女子○生（10月25日、ナチュラルハイ）
- 潮飲みレズ痴漢 松沢ゆかり 44歳（10月25日、DANDY）
- 痴漢“M”覚醒 レズ Ver.4（11月8日、ナチュラルハイ）
- 文系ひよこ女子にけなげに犯されて精子食べられ続ける…（11月8日、ひよこ）※「ひなの」名義
- 「隣のお見舞いにきた女子○生のパンチラで勃起したら咥えないフェラでねっとり抜かれて超敏感になった亀頭を無理やりジュポジュポお掃除フェラされた」 VOL.1（11月22日、DANDY）
- セーラー服と白綿パンチラ（12月13日、アロマ企画）
- 日焼け跡の残るパイパンロ●ータ美少女中出し調教（12月28日、I.B.WORKS）※「ひなの」名義

- SOD女子社員 2019年 仕事始め 赤面必至の新春ゲームてんこ盛り! 無礼講新年会で泥酔しちゃって大乱交姫始め（1月10日、SODクリエイト）※「椎名つばさ」名義
- 監禁媚薬漬けした少女が…その後、ハメられた快感が忘れられず自宅に親がいても逆即ハメで嬉しょんイキするチ○ポ中毒に（1月10日、ナチュラルハイ）
- 清楚に見えてスケベな母娘が家庭教師のボッキち○こに夢中! 母:「私のおま○こにもお願いします‥」 親子でジラされていいなりイキまくり親子丼 3（1月10日、ホットエンターテイメント）
- -セックスが溶け込んでいる日常- 芸能界で「常に性交」アイドル (1月24日、SODクリエイト)
- 【声をかき消すシャワーSEX】 隣に聞こえるように妹をハメて喘がせたら我慢できず発情した姉が風呂に入って来た（1月24日、ナチュラルハイ）
- 成長した姪っ子姉妹と昔みたいに川の字で寝た夜にいたずら姉妹が両サイドから乳首やち○こをいじってきたので逆襲姉妹丼ぶりでハめ倒してオトナの厳しさを教えてあげました（1月24日、ひよこ）※「ひなの」名義
- 突然パンチラで挑発されてこっそりシゴいちゃった僕。 その17（1月25日、アロマ企画）
- エビ反りピストン騎乗位（2月1日、アロマ企画）※AV OPEN 2018 マニア・フェチ部門エントリー作品
- VR透明人間 〜これって仮想!?現実!?ひよこ女子にやりたい放題、本物中出し!!〜（2月1日、ひよこ）※AV OPEN 2018 乙女部門エントリー作品
- クリトリスの形までクッキリわかる! イキまくりパンツ越しオナニー 3（2月13日、アロマ企画）
- 目が感じまくる点眼媚薬!まばたきするたびに感度が倍増する催淫目薬でケダモノ化!デカチンの快感で嬉し涙を流しながら寄り目、泣きイキ、トランス絶頂SEX!（2月21日、SODクリエイト）
- 神坂ひなの SPECIAL BEST 4時間（2月22日、TMA）※ベスト盤
- パンツ見ちゃダメ! 恥じらいの反撃! フトモモで顔面をカニばさみする女子生徒（3月25日、アロマ企画）
- マジックミラー号ハードボイルド 制服女子○生を「ファッション誌のSEX特集です」とナンパ 「チ○ポのにおいを消すキンタマパックを覚えませんか?」と言ってガチ勃起大人デカチンを握らせたら純情娘がまさかの発情!中出しまでしちゃうなんて!!（4月11日、サディスティックヴィレッジ）
- 視姦羞恥 撮影会で仕組まれた罠! 激震マッサージ機に跨がり「サイレントイキ」する素人モデル（4月11日、サディスティックヴィレッジ）
- すっぴんレイプ 働く女のメイクを落として「抵抗したらすっぴん顔をネットにさらす」と脅してレイプ（4月11日、サディスティックヴィレッジ）
- 清楚なお姉さんも本当は淫れたい 禁断の妄想連続アクメ願望（4月13日、アロマ企画）
- 全身裸図鑑 私のエッチなとこ全部教えてあげる!（4月25日、アロマ企画）
- 濡れてテカってピッタリ密着 神スク水（4月25日、親父の個撮）
- 低身長姪っ子姉妹（4月26日、I.B.WORKS）
- 学校教頭によるわいせつ盗撮投稿映像 K氏(56)の記録（4月26日、I.B.WORKS）
- 10代限定! 裏原宿で見つけたストリート現役JD素人ナンパ（5月7日、桃太郎映像出版）
- 桃色かぞく VOL.4 孫娘は私の身体で、性交を練習します。（5月23日、SODクリエイト）
- スレンダーなロリ彼女とマッチョな筋肉彼氏が挑戦 地面に足がついたらアウト! ずーっと持ち上げっぱなし駅弁FUCK対決 〜制限時間60分、たくましい彼氏にしがみついて連続イキ!空中ピストン対決で中出し回数の多いカップルが賞金ゲット!!〜（5月23日、ROCKET）※「ひかり」名義
- 【完全撮りおろし】 変態おじさんが秘かに撮り続けた珠玉の手コキ・フェラ映像を一挙公開。ひよこ女子13人24射精400分SPECIAL!（5月23日、ひよこ）
- 馬乗りで唇奪われディープキス強要され続けながらバキュームフェラでち○ぽ吸い尽くされる その2（6月13日、アロマ企画）
- 核家族対抗! 連続射精チャレンジ! 「60分間で母・娘のマ○コで、父・息子の精子を搾り取れ!」 〜合計17発射!狂乱の近親相姦ゲーム〜（6月20日、SODクリエイト）
- セックスよりも気持ちいい 高○生の初めての口内発射 フェラチオ優等生15人（7月7日、桃太郎映像出版）
- 部屋が暑すぎて超薄着になった妹の友達にフル勃起! 夏休みに妹が友達を連れて帰って来たが、部屋のエアコンが壊れて温室状態に!扇風機の風なんかじゃ全然涼しくならず汗だくのままなので、上着を脱ぐわ、スカートをめくるわでパンチラ、乳首チラしまくり!そんな姿を見てしまったボクは年下の彼女たちにドキマギしつつもフル勃起したら、妹の友達たちにバレた!すると嫌がるどころか逆にせがまれ、妹の友達に何度も中出ししてしまいました!(妹とも!)（7月19日、Hunter）
- 乳首いじり運動部レズ痴漢 〜陸上部/ダンス部/新体操部/水泳部〜（7月25日、ナチュラルハイ）
- 働く姿が愛くるしい。 カタコトの女子店員。（7月25日、ダスッ!）※「リン」名義
- 気弱な新人ピタパンOLに連日のセクハラ地獄 「すいません。」といつも謝ってばかりの気弱な新人OLのパンティラインがくっきり透けてるのを見て、セクハラしたくなった俺はパンツにピッタリと張り付いたプリップリのお尻を毎日毎日ネチネチ触りまくり、時には揉みしだき、どうせ断りきれないのを知ってるのでそのままズボンを脱がしてぶっ挿し何度も中に出しました。（8月7日、アパッチ）
- 魔性のヤリマン女子○生との禁断の契約!! 親は知らない…真面目女子○生のホントの姿はエッチが大好きな小悪魔ヤリマンだった!? 家庭教師のボクが一見真面目そうな小悪魔ヤリマン女子○生と後戻りできない禁断の交換条件!その内容とは…家庭教師のバイトを始めたボクの生徒は女子○生!可愛くて真面目な様子に安心していたら…だんだんと本性を現し始めボクにべったりの小悪魔対応に!?そして遂には放棄!?授業を受けない彼女にボクが固まっていると、もし授業を受けさせたいのなら「私とエッチして」とまさかの交換条件!?ヤリマンの本性をむき出しに!!断ってもエロ過ぎる誘惑でまんまと勃起させられ、自ら足を抱え込みアソコを丸見えに!?我慢できず挿入してしまうと、気持ち良過ぎて何度も何度も発射してしまい女子○生の思う壺!!終わったあとはヘトヘト過ぎて勉強なんて教えられるワケがなく…。（8月19日、Hunter）
- SOD女子社員SP版 SOD酒場グループプレゼンツ!! 人生は波乱万丈だ!ゲーム Hなマスがいっぱい過ぎて“恥ずかしい”が止まらない! 日頃お世話になっているユーザー様を招待した大感謝祭!（8月22日、SODクリエイト）
- 盆休み実家に帰省した叔父が犯し尽くす姪っ子脅迫レイプ（8月23日、TMA）
- 時間停止させられた女子大生はコンマ0秒で濃縮絶頂しながら中出しされていた。（8月25日、ダスッ!）
- お父さん、お母さんいなくて寂しいでしょ? 2（8月27日、FIRST STAR）
- 彼女に出会うまでは…「一度でいいから一晩中、美少女に全身ビチョビチョに舐められたい」というのが、中年独男な私のささやかな夢だったんですが…。（8月30日、ドリームチケット）
- ナチュラルハイ20周年記念作品 完全撮り下ろし［レズ痴漢］2本立てスペシャル 媚薬レズ痴漢 寸止めレズ痴漢 +シリーズ総勢18人 総集編付き 2枚組480分 超豪華版（9月12日、ナチュラルハイ）
- 「J○を寸止めキスで焦らしたら発情!さらに唾液交換キスで豹変!!愛液まみれの挿入チ○ポを何度も舐めたがるフェラ好き女子○生」 VOL.1（9月26日、DANDY）
- 嫌われる事を極度に恐れ、SEXする事でしか必要とされてると感じない女はどんな男でも断らず誰とでも何度でもヤリまくる!（10月7日、お夜食カンパニー）
- 「彼氏に中出しされちゃったどうしよう…」親友J○の子宮に精子が届く前にクンニでザーメンを吸い取る女子○生 VOL.1（10月24日、DANDY）
- 駄菓子屋おじさんとかくれんぼ（10月25日、I.B.WORKS）
- 同じマンションに住む小さい女の子に媚薬を塗り込んだチ○ポで即イラマ。結果、ねば〜っと糸引くえずき汁まみれのイキ顔で淫乱化。 6（11月7日、ナチュラルハイ）
- アイドルのオーディションとダマされたお嬢様学校の生徒!上京田舎女子○生制服切り裂きレイプ!（11月7日、サディスティックヴィレッジ）
- 友人の彼女のいやらしいTバックハミ尻に興奮!両手両足を拘束し固定極太バイブでエロ尻イキ潮連続噴射!（11月15日、DOC）
- 恐怖で振り向けない背後から指が徐々にマ○コに近づく尻ワレメ痴漢で興奮し腰を前後に振りだす発情女 4 女子○生限定SP（11月21日、ナチュラルハイ）
- 羞恥! 青少年男女混合 全裸体力測定2019（11月21日、サディスティックヴィレッジ）
- 「ダメっ!そんなに乳首を触らないでください…わたし…感じちゃいます…」 身体測定中に乳首を何度も何度も触られてしまい、クラスの女子たちが見ている前で恥ずかしイキしてしまう敏感乳首女子○生（12月7日、Hunter）
- 建築現場で働く気弱な女性事務員は、仕事終わりの土木作業員から連日セクハラされ続け、汗臭いチ●ポの性処理までさせられている。（12月7日、アパッチ）
- リアル調教ドキュメント レズビアンBDSM公開緊縛調教（12月7日、ビビアン）
- パパママ頑張れ!ぬるぬるローションで仲良し家族対抗イキ我慢選手権! 合計中出し9発射!（12月12日、SODクリエイト）
- 予備校に通う地味でマジメな女子○生をレ○プしながら全身を媚薬漬けにしたら、こっちが引くほど痙攣・潮＆泡吹き・失神しまくった! 9（12月12日、サディスティックヴィレッジ）※「ひな」名義
- 尋常じゃないほど全身超ビンカン性感帯の女性は男性に触れるだけでマ●コからマン汁が溢れだしてグッチョグチョのヌッチョヌチョ!!そのままマン汁まみれの生中出しヌルヌル濃厚SEX!! 2（12月13日、SCOOP）
- 『えっ!?何でそんな格好でお尻突き出してるの?誘ってるの??あっスタート練習か…』 2 陸上部に所属しているボク。雨の日は校内でのスタート練習がメインなんですがコレがとにかくエロいんです!最高なんです!すぐ目の前に女子部員のプリップリの突き出した引き締まったプリ神尻が見れて、走ったり跳んだりする度にプルンプルン揺れて、勃起が全然止まりません!「もしかして誘ってる?」と錯覚してしまったボクは気がついた時には勃起チ○ポをその綺麗なプリ神尻に押し付けちゃってたんです!!「ヤバイ、どうしよう!このままでは怒られる」そう思ったボクは半ばやけくそで、女子部員のパンツをズリ下ろしそのまま生挿入!無我夢中で腰を振り続け中出ししちゃいました!これはさすがにヤバイ!と思いきや「ねえ…もっとエッチしようよ」と自らお尻をいっぱいに広げて、まだ固いままの勃起チ○ポをお尻の割れ目で挟んできたんです!それからチ○ポが勃たなくなるまで何度も何度も中出しさせられました!!（12月19日、Hunter）
- ウブな綿パン×ニーハイ女子○生 お仕置き調教（12月19日、お夜食カンパニー）
- 羞恥! ある日突然男女社員混合強制OL健康診断 2019スペシャル（12月26日、サディスティックヴィレッジ）
- 集中豪雨で家に帰れなくなった女子○生を保護してレイプ（12月26日、サディスティックヴィレッジ）

- お風呂場で二人だけの秘密! 『お兄ちゃん二人だけの秘密にして欲しいんだけど…(乳首)触ってみて…私…何か変なの…』 毎日毎日おっぱいを洗ってあげていたらいつの間にか開発されてしまった妹の乳首は触るだけで感じまくりで何度も何度もイキまくり!!ボクには可愛くて優しい妹がいる!女子○生になったばかりの妹とは今でもボクと一緒にお風呂に入るくらいとても仲が良いんです!!体もよく洗ってあげています!!いつもいつも丁寧に胸を洗っていたら乳首に触れる度に『あっ』と何やらスケベな声を出すようになったんです!!そして…『お兄ちゃん、ここ(乳首)触ってみて…私…何か変なの…』というから触ってあげたら体が反りかえるほど超感じまくり!!あの可愛らしい妹がドスケベな女に!!当然、その時既にボクのチ○ポは勃起しまくり!!妹はそれに気づき更に大興奮で小さいお口でボクの大きな勃起チ○ポに貪りついてきた!!そして、一線を越えてしまいました!!それどころか何度も何度も妹の中に出してしまいました!!（1月7日、Hunter）
- 同じアパートに住む若妻を部屋に連れ込み口説き落としてハメる。 初めは拒否していた若妻がイケメンの口説きでいとも簡単に堕ちていく…。そして翌日若妻は再び訪れ「昨日のことが忘れられない」と自ら何度も求める。（1月7日、お夜食カンパニー）
- 【完全初撮り作品】 「寒いけどHしよ?」 4人のJ○たちのはれんち冬休み円交（1月17日、S級素人）
- ひなの女王様の調教部屋（1月17日、サロメ）
- 「私の方が大人だから、もっと咥えられるもん!」 「私だったらもっと喉の奥まで挿れられるから!」 仲の悪い義妹二人が競い合って連続セルフイラマで発射しまくり! 親の再婚で一緒に暮らすことになった義理の妹二人。かわいいんだけどなにかと競い合って仲が悪い。少し大人な兄であるボクにどっちが大人っぽいか問い詰めてくる義理の妹たち。そんなの答えられない…と困っているボク、胸の大きさを揉み比べさせたり、キスの上手さを競うべく唇の奪い合いをしたり…そんな二人に戸惑って答えを出せずにいると、ボクのズボンを突然脱がし自らイラマチオ!「こんなことできるなって大人でしょ!?」と大人ぶる妹に対しもう一人の妹も競い合うようにWセルフイマラ!チ○ポを奪い合っては互いに喉の奥に咥え合う二人!当然我慢できなくて喉奥発射!だけど二人は精子を見て我慢できなくなったのか、何度も中出しを求めてきた!（2月7日、Hunter）
- ボクの家は女子バレーボール部の下宿先でエッチな年頃の女子○生たちとひとつ屋根の下!! 父がバレーボール部の監督なので我が家には県外出身の地元を離れた年頃の女子○生たちが下宿しています。昔からそんな生活だったので気にしていなかったが、良く考えたら年頃の女子とひとつ屋根の下ってメチャクチャ環境に恵まれている事に気付いたボク。彼女たちは監督の息子だと思って無警戒&無防備な格好で家中をうろつくものだから胸チラパンチラは見放題!風呂やトイレを鍵閉めなかったりで少し裸を見られた位じゃ全然気にしない彼女たち…。そんな環境なのでボクは当然勃起!!勃起が収まらず困っていたら、女の子たちにバレてしまい父(監督)にチクられると思ったら、皆ボクのチ○ポに興味津々!年頃の女子○生たちはボク同様にエッチな事に興味津々!更に日頃の厳しい練習や父(監督)のスパルタで溜まったストレスを晴らすかの様に性欲を息子に爆発させてきた!!（2月7日、Hunter）
- 監禁 〜男の性奴○(おもちゃ)になった私〜（2月19日、ドグマ）
- 『バカ野郎!そんなに激しく動いたら中に出ちゃうよ!』 ドストライクに成長した妹のエロ過ぎる驚愕の腰使いで何度も中でイカされてしまった!! 妹はとても可愛いけど超真面目過ぎてエッチとは無縁と思っていたら…とんでもないスケベな女子だった!! 小さい頃からまじめまじめ超真面目だと思っていた妹…。家にいる時は割とゆるい格好をしていて胸が見えたりパンチラが見えたり!当然、そんなの見た日には勃起!毎日毎日勃起していたら当然バレてしまい…真面目な妹に嫌われてしまう!と思ったら興奮しだした妹…「えっどうしたの?」と思った時にはすでに妹はボクの上!!ズボンの上からでも激しく腰を振るほど発情!!我慢できなくなった妹はボクのチ○ポを求めてきた!!そして真面目な妹からは想像できないほどの淫乱っぷり!!無意識にヨダレを垂らすほどのスケベな表情を浮かべ興奮しながらエロ過ぎる驚愕の腰使いで、イってもイってもイキ止まらない高速グラインド騎乗位で何度も何度も中に出させられちゃいました!!（2月19日、Hunter）
- 温泉旅館 義妹中出し夜這い 再婚した両親の新婚旅行に付き合わされ義理の妹と二人きりで泊まることに。出会って間もないのに本当の兄のように慕ってくれる義妹はとっても無邪気で可愛いが、それ以上に無防備でパンチラをしまくり、寝ていると浴衣から乳首が見えまくっている!我慢できずに可愛い義妹を夜這いして中出しまでしてしまいました。（2月19日、アパッチ）
- 汚辱まみれの肉塊 乳虐母娘丼 4（3月7日、シネマジック）
- 男湯で出会った痴女っこ 2 突然のベロちゅうと抱っこSEXで迫られ我慢できず何度も膣射（3月12日、ナチュラルハイ）
- 出会い系援○ 売○の恐怖（3月13日、REAL）
- 新生中出しアオハル制服女子●生バイト Vol.001（3月13日、S級素人）
- 本物全裸素人 局部パーツ接写&アクリル板に圧着ファイル（3月13日、S級素人）
- 新 放課後美少女 回春リフレクソロジー+ Vol.32（3月13日、宇宙企画）
- ちっちゃな女の子を囲んでネチネチ痴漢する卑劣巨漢集団（3月26日、ナチュラルハイ）
- 深夜のバイトシフトで一緒になったJ●と二人きりに! いたいけなうぶマンに手を出したら驚くほど感じまくってた（3月26日、アキノリ）
- 黒人廃工場美少女連れ去りレイプ（3月27日、I.B.WORKS）
- うぶな女子●生の皆さん! モテない童貞君の筆おろししてください! 若い体に興奮が止まらなくなった絶倫童貞がイってもイってもやめない激ピストン! ピンクのワレメにドクドク生中出し!（3月27日、赤面女子）※「ひな」名義
- 「仕方ないなぁ〜今日だけだったら一緒に寝てあげてもいいよ!いっぱい甘やかしてあげる!本当に今日だけだよ!」 女の子にフラれて、落ち込んで家に引きこもっていると幼馴染が心配して慰めに来てくれた。幼馴染が励ましても全然気持ちが前向きにならないボクに今日だけなら…と帰らず一晩一緒にいてくれる事に…。「彼氏がいるからそういうのはナシだよ」と言いながらも優しい幼馴染は添い寝までしてくれた!ただTシャツは着ているもののノーブラ、下はパンツ一枚という格好なので、いけない妄想をしてしまったボクは当然勃起!我慢できず優しさにつけ込んで、彼女の体を触り始めました。「触るだけ」と懇願するボクに「本当に触るだけだからね」と優しく受け入れてくれる幼馴染。服の上からでも乳首を触ると相当感じてるので、調子に乗って直接乳首を寝舐め始めると声を押し殺して「舐めちゃダメ!」と言いつつも連続爆イキ!!「触るだけって言ったのに…」と幼馴染は可愛い顔で怒りながらもボクの勃起チ○ポに手を伸ばして来て…。（4月7日、Hunter）
- 「ウチの家族って、おかしいですよね…」 父親に日常的に犯されている娘たちの記録（4月7日、アパッチ）
- 両親が旅行でいない一泊二日…突然出来た仲良し義理の妹二人に睡眠薬を飲ませて犯しまくってやりました!反応がつまらないから媚薬を飲ませたら発情しだして目の前で姉妹が濃厚キスをするほど大興奮!そしてボクにいやらしい目を向けて激しく求めてきた!（4月7日、お夜食カンパニー）
- ミスターミチル5周年記念専属女優オーディション Vol.3（4月9日、Mr.michiru）
- 狂った職場で粘着質なイジメにあい従業員達の性欲処理を行う悲しい新人保母さん（4月10日、宇宙企画）
- 生中出しアイドル枕営業 Vol.008（4月10日、BAZOOKA）
- リクルートスーツ就活生 Vol.002（4月10日、BAZOOKA）
- 「そんなにコスられたら耐えられない!」 徹底的パンスト亀頭責め（4月23日、アキノリ）
- めちゃめちゃかわいい素人お嬢さん! リアル自宅で童貞君の筆おろししてもらえませんか? 初めての女子部屋にもっこりが収まらない絶倫ち●ぽを優しく皮むき亀頭をはむはむ♥ トロトロお股にぬぷっ!隣の部屋まで聞こえるアヘ声全開イキまくり!（4月24日、赤面女子）
- 最強属性 40（4月24日、最強属性）
- 超SUPER JUICY AWABI 残酷の見世物淫肉あわび 第一話:こよりの涙と溢れ出る蜜汁の匂い（4月25日、Baby Entertainment）
- 完全主観 かわいい彼女とラブラブキス体験 2人っきりでねっとりキス手コキ 2（5月8日、アキノリ）
- いつも見かける乳酸菌飲料訪問販売ママさんと滅茶苦茶セックスした。 Vol.003（5月15日、BAZOOKA）
- ガチナンパ! 大阪発! キスしただけでお口もマ○コもトロトロ! 涎とマン汁だだ漏れSEX 140イキ17発射!（5月15日、ナンパーズ）
- 素人コスプレイヤーを媚薬バイブでアクメ強姦! 9（5月15日、Z-MEN）
- 罪づくりなJ●が俺に中出しを求めてくる（5月21日、アキノリ）
- 僕が好きな同級生と僕を好きな同級生 エッチな好奇心全開の同級生から自宅に誘われ家族が留守のあいだノリノリでハメられ続けて性奴隷になった僕（5月25日、h.m.p DORAMA）
- 清純そうに見えて実は有り余る性欲を抑えられないドスケベ変態女子●生 濃厚接触 中出し輪●（5月29日、毒宴会）※「ひな」名義
- #きゅんきゅん #LOVE（5月29日、バリカワ）
- ブリーフ越しのチ○ポにローターを固定して亀頭の振動で乳首オナニーする女の子（6月7日、アロマ企画）
- 本日実習生として来て頂いたのは、「将来は接客の仕事がしたい」、「美味しい料理でお客さんを笑顔にしたい」という飲食店の仕事に従事するのが目標の、笑顔がとっても素敵な女子生徒さんたちです。 最初は飲食店の従業員のみなさんにセクハラ指導を受けながらも、日頃の学びの成果を存分に発揮して、調理補助、接客など、思わず感じながらも声を押し殺して頑張る姿はとても素敵で、キュートなお尻を触られながらもキュートな笑顔は忘れずにいましたが、下着はすでにエッチなシミが出来てしまっていて、勃起チ○ポを強引にねじ込まれ、中出しされた時にはもう実習を忘れて自らおねだりしちゃうほど感じまくっていました!何度も中出しされ、何度も中出しを求められて、飲食店の現場で丸3日間、貴重な体験をしていただきました!!!（6月7日、Hunter）
- 180度股裂き マジックミラー号 マジックミラー号の横幅いっぱいオマ○コくぱぁ電マ責め チアガール、バレリーナ、体操選手、素人軟体女子3名を羞恥拘束鬼イカセ!（6月11日、SODクリエイト）※「みずき」名義
- ダンス部J●のお尻で誘惑されヒップダンス騎乗位でハメ倒された俺（6月11日、アキノリ）
- ちびっ子女子社員パワハライラマ調教 身長が低いソソる女子社員を他の社員にバレないように仕事の合間に机の下に潜らせて毎日フェラさせて楽しむ絶倫の上司。 涙目でイラマ汁垂らながら必死にシャブル女子社員を、マダマダ甘いんだよ今日はお仕置きしてやるぞと調教!仕込まれた女子社員はオ○ンコに極太でお仕置きしてくださいと嗚咽しながらお願いしてくる!（6月11日、SOSORU×GARCON）
- 180度股裂きマジックミラー号 マジックミラー号の横幅いっぱいオマ○コくぱぁ電マ責め チアガール、バレリーナ、体操選手、素人軟体女子3名を羞恥拘束鬼イカセ!（6月11日、ROCKET）※「みずき」名義
- 女体侵食残虐エイリアンII 電流性感暴虐＆乳首クリ同時責め&秘奥超絶ピストン!! 全身装着残酷装置に暴れ狂う女たちの連続昇天処刑記録（6月13日、Baby Entertainment）
- センズリ小僧のM男くん向け2回連続オナニー射精命令（6月19日、アロマ企画）
- 『えっお兄ちゃん挿っちゃってるよ!』 『もうちょっとでイケそうだからそのまま手伝って…』 どストライク過ぎる妹と狭いお風呂で超密着入浴! していたら大きくなった二人には思った以上に狭すぎて妹が動いた拍子にヌルヌルズブっと生挿入!!妹があまりにもキツマンで気持ち良すぎて即生中出し! 妹の事が大好きなボク…。妹はそんなボクの気持ちは知らないであろうが昔と変わらず超無防備な格好で無邪気に接してくる!パンツやブラは見えるし色々なところが当たりまくるしで気持ちを抑えるのが大変です!しかもある日、一緒にお風呂に入ろうと言って強引に入ってきて狭いお風呂で二人きりになったらもう大変!!当然お風呂の中で勃起してしまって出れずにいたら妹がちょっと動いた拍子にヌルヌルズブっとまさかの生挿入!ヤバいと思いつつも気持ちよすぎて抜くことができないボク…。『ちょっとダメだよお兄ちゃん』と言いつつも抜かない妹…。あまりのキツマンですぐイキそうになり『もうすぐイケそうだから手伝って』と言ったら恥ずかしそうにうなずいて動いてくれて生中出し!!出した後にヤバいと思ったけど興奮した妹がまさかの発情!!何度も何度もボクに求めてきました!!（7月7日、Hunter）
- 内定祝いの飲み会後、終電を逃して家に泊めた友達の彼女。 言葉巧みに口説いて、朝まで何度も何度もハメていたら、心配して彼女を探してボクの家までやって来た彼氏に隠れてまでエッチをしくなるくらいボクにハマっちゃいました! 2（6月19日、お夜食カンパニー）
- 制服少女 イラマチオ飼育（7月19日、ドグマ）
- 合宿中の女子チアリーディング部の息抜きはボクのチ○ポだけ!!ハード練習＆禁欲生活で女子部員たちは超欲求不満だった! 無職のボクは、毎年夏になると親戚が経営する合宿所を手伝わされる。まだ汗臭い男の世話か…と憂鬱になっていると、やって来たのは女子チアリーディング部!今までになかった光景にムラムラ…していたのはボクだけじゃなかった!女子部員たちも超欲求不満だった!?こんなボクでも必要以上に求められ、練習後は運動部特有の底無しの性欲で何度も何度もエッチをおねだりしてくるんです!!（7月19日、Hunter）
- 両手足同時拘束連撃ピストン輪姦（7月19日、Hunter BLACK）
- 【完全主観】 方言女子 山形弁（8月7日、h.m.p）
- 義娘のおかげで毎日エッチなことしています。 再婚し新しくできた義娘は若くて妻よりかわいい。だからついつい妻に隠れて手を出してしまったのだけれど義娘はヤラれたくないのか友達を連れて来るようになり、眠剤で眠らせて中出しセックスを何度もしまくり。しかし、義娘も毎日のセックス調教で自ら求めてくるように…。（8月7日、Hunter）
- アダルトビデオに出たい素人、面接しました。 07 〜ひなさんのAV面接〜（8月13日、バルタン）※「ひな」名義
- 入院患者の美少女に媚薬と睡眠薬を同時に飲ませた!眠る小娘を悪徳医者がイタズラ拘束固定バイブ!覚醒した発育途中のカラダはオトナチ○ポに激ピストンされ膝をガクガクさせながら何度もイキ乱れた!（8月14日、V&R PRODUCE）
- 睾丸オイルマッサージで男性ホルモン分泌させながらフル勃起ち○ぽしゃぶり続けられる3P回春性感エステ（8月19日、アロマ企画）
- 『パンツ(綿パン)越しでいいから勃起チ○ポ挿れさせて!』 大人になりたがっている姪っ子にお願いしたら『それくらいなら…』と言うので思い切って… 久しぶりに遊びに来た姪っ子はまだまだ幼さは持っているが大人の女になりつつある!大人の女になりたがっている!!そしてエッチな事に興味津々!!パンツ&ブラが見えまくってはいるが、まさかムラムラするとは思わなかったボクはついついエッチな悪戯したくなってしまい…『パンツ越しでいいから、おちん○ン挿れさせて…』とお願いしたら大人の女になりたがっている姪っ子は恥ずかしがりながらも『いいよ…それくらい…』とまさかのOK!遠慮なく、綿パン越しにボクのいきり立った勃起チ○ポをメリメリと突き刺してやったらやたらと感じまくる姪っ子!!と思ったら綿パンに恥ずかしいシミが!!と思ったら発情しだした姪っ子がボクのチ○ポに貪りついてきて…（8月19日、Hunter）
- 「お兄ちゃん、おちん○ん見せて!」 年下の幼馴染が女友達を連れてきてボクでち○ちん研究!精子が見たいと言って覚えたてのフェラをしてきて…更に… 家が隣同士なのでよくマンガを借りに来たりする年下の幼馴染は無防備&無警戒だから制服のスカートからパンチラしまくり!!いつも見ていたらそれがバレて大ピンチ!幼馴染は「お母さんに言われなくなかったら私の言うことを聞いて!」と脅してくるのです。幼馴染は性に興味津々の女友達を連れて来てボクのチ○ポで『ち○ちん研究』をするために勃起させられる。友達はもっと精子を見てみたいと覚えたての手コキやフェラをしてきたのでもう我慢の限界!しかも、もっとエッチなことをしたいと言ってきて…!（8月19日、Hunter）
- 親に隠れてこっそり兄妹近親相姦 親の前ではわざと兄妹ゲンカ。しかし実は兄妹以上の関係で、兄と妹は二人きりになるとラブラブセックスを始める!（8月19日、Hunter）
- ミニスカシコシコエクササイズJOI（9月13日、アロマ企画）
- 絶頂イク逝く112回 自画撮り潮まみれオナニー（9月15日、プリモ）
- 拘束少女快楽拷問（9月19日、ドグマ）
- 「私のお兄ちゃんエッチ上手でしょ!怖がらないで、感じていいんだよ!」 従順な妹に呼んで来させた同級生を拘束し、中出しを繰り返す変態ロリコン兄（9月19日、Hunter）
- 『すごい〜!お兄ちゃんの大きいおちん○んが挿ってくる!』 超ウブでまだまだ子供だと思っていた妹が両手で支えるほどの大きいボクのおちん○んを自分の中にぶっ刺したらあまりの気持ち良さに我を忘れてよだれを垂らしながら何度も何度も感じまくる! ボクには超仲の良い妹がいます…。普段からボクにべったりしていて甘えてくる妹…最近、ふとした瞬間に妹ではなく、一人の女としてみてしまう時が…そんなときは決まって勃起しちゃうんです。勃起していたら妹に見られてしまいヤバいと思ったけど妹は気持ち悪がるどころかボクの勃起チ○ポに大興奮!息を荒くしながらあの超ウブな妹が女の顔をしながら『お兄ちゃんの大きいちん○ん挿れてみたい』と言ってきた!（9月19日、Hunter）
- つるぺた清楚ロリJ系なのに超淫乱ビッチ!!野外被虐SEXで連続中出し昇天w大量潮吹き噴出でイキまくり!!の変態ドM妄想陰キャでしたww（9月19日、山と空）
- 《種付けライブハウス痴漢2》 絶妙な痴漢テクニックに快感我慢の純情女子 鬼突きピストンに耐え切れずピンク膣からハメ潮プシャー!!子宮中出しアヘ顔イキ!!めっちゃチュー!!めっちゃベロチュー!! 【囲い込み集団チカン】（9月22日、カリマンタン）
- SUPERパックリまんこアップ4時間SP vol,19（10月1日、サルトル映像出版）
- 「お義父さんの赤ちゃん妊娠する!」 制服姿の新しい娘が義父を母に隠れて射精管理! 何度も寸止めさせマ○コに連続大量中出し! 4（10月19日、V&R PRODUCE）
- チョイ痴女いもうと誘惑セックス 「私、男の人が大人しくなる方法知ってるんだよ」（10月13日、ケートライブ）
- 「おじちゃん、もっとエッチなこと教えて?」 実家に帰省してきたうぶ姪っ子姉妹とセックスしまくり生活!（10月19日、Hunter）
- 痴女接吻 ダブルバーチャルレズベロキス 6（11月1日、ゑびすさん）
- おさげのちびっこいもうと 桃色ま○こに中出し へんたいお兄ちゃんの言いくるめセックスで妹処女喪失（11月10日、ケートライブ）
- 完全撮りおろし 乳首でイク女たち オーディション参加者15人! 寄りと引きの固定カメラで乳首イキを完全収録 乳首フェチがオナニーするための動画+逆乳首攻めで男もイカす15人分（11月12日、Mr.michiru）
- 素人男女モニタリング実験でゲッツ!! 女上司♀が男部下♂をチ●ポが透ける施術着でマッサージしたらどうなる!?股間周りを刺激されてギン勃ちした部下デカチンに女上司は釘付け!会社の人が誰も知らないメス顔で完全発情して理性を捨て去り子宮ガン突き生中出しSEX懇願!（11月13日、BANG!!）
- 夫がいるのに泣きながら囁き淫語で部下を誘惑する上司の妻は久しぶりに膣奥を突かれ気持ち良すぎて涙が止まらない嬉し泣きセックス（11月26日、DANDY）
- 勃起乳首アクメ引っ張りオナニー（12月1日、ゑびすさん）
- ウキウキ♥尻穴ウォッチング（12月10日、レイディックス）
- おもらし敏感ロ●ッ娘性感エステ（12月10日、アイエナジー）
- 田舎でハメよう! ナンパ中出しの旅（12月11日、BANG!!）
- 友達のW奥さんがホットパンツ食い込みエロ尻で誘惑してきたので…（12月11日、BANG!!）

- 敏感アクメ絶倫乳首レズ（1月1日、ゑびすさん）
- 野外露出ダンスレズ（1月1日、ゆりえっち）
- 唾液ダラダラ!愛液ドロドロ!黒髪女子○生を粘着なめくじクンニで惚れさせるレズ汁痴漢 2（1月8日、ナチュラルハイ）
- 痴漢対策で護身術道場に通う黒スト制服女子はスキだらけでヤリ放題w稽古中に密着セクハラしたところ…（1月15日、ZAP）
- 彼女の初デートで使った思い出のビデオカメラで、地元のヤンキーの先輩に彼女がヤラれている姿を撮影させられるボク。怖くて動けないボクに彼女は助けを求めるけど何も出来ずただカメラを向けるボク。勃起しているのがバレバレでボクは彼女でオナニーさせられてしまいました。（1月19日、Hunter）
- 『おじさん、そんなところ触ったらくすぐったいよ…』 胸が膨らみかけた発育途中の姪っ子の胸を寝ている後ろから鷲掴み!したら嫌がるどころか感じ始めて…。 両親と喧嘩して家出してきた姪っ子がボクの家に泊まりにやってきた!一緒のベッドに寝ていたら発育途中とはいえ一人の女の子…。我慢できなくなって後ろから胸を鷲掴み!!「おじさん、どうしちゃったの…そんなところ触ったらくすぐったいよ…アン!っおじさん…」と言って感じ始めたのでこれはヤレると思ってしっかりと成長途中の姪っ子を頂いちゃいました!（1月19日、Hunter）
- アナルのシワの数までハッキリわかる! ノーモザイク連続絶頂アナル見せオナニー（1月21日、アイエナジー）
- 蒸れたパンスト足舐めレズ（2月1日、ゑびすさん）
- 中出し→精子掻き出し手マン+精子吸い取りクンニ→また中出し!!発情ループ無限イキする後輩女子社員に勃起しなくなるまで中出しを求められた!（2月7日、Hunter）
- 美女たちの足裏をふやけるまで舐めたい! Ⅱ（2月11日、レイディックス）
- 素人ナンパ 青山でみつけた低身長な女の子に18cmメガチ○ポを素股してしてもらったら、こんなにヤラしい事になりました。（2月11日、アイエナジー）
- 野外露出 自画撮りオナニー（3月1日、ゑびすさん）
- 対戦相手は巨根AV男優!? 罰ゲームは即ハメ生中出し! かわいすぎるシロウト女子大生が必死にイキ耐える 凄いテク我慢ゲームにチャレンジ! 2（3月11日、アイエナジー）※「まいか」名義
- ベロ全開唾液レズ接吻（4月1日、ゑびすさん）
- 完全主観 バーチャル淫語ベロチュー（4月1日、ゑびすさん）
- 卒業式直後の女子○生が大好きな先生のお家にはじめてのお泊り♥ 「先生♥いっぱいエッチしよww」 朝までイチャラブ♥中出しパコパコ姿を隠し撮り♥（4月9日、赤面女子）
- 女子校生オナニー盗撮 一心不乱にクリを擦り続け「アヘ顔イキ狂い」10人 Vol.2（4月15日、プリモ）
- 香り立つ雌臭嗅ぎあいレズビアン（4月19日、ゑびすさん）
- 潮の掛け合いは女同士の愛情表現。 潮吹き密着レズビアン（5月13日、セレブの友）
- 一人で遊んでる●学生を狙ったキャ●バン誘い込み強制わいせつ映像（5月28日、I.B.WORKS）
- 「ようやく私で勃起してくれたね。私はいつも興奮してアソコがこんなになってたんだよ」 女として意識した事がなかった 幼馴染のパンチラでギン勃ち! グショグショのマ○コを触らせるのでガマン出来ずに初セックス!（7月8日、アイエナジー）
- 有名進学校の女子校生が初めてのオナニー鑑賞! 至近距離でのガマン汁臭とシコシコ音にグッチョリ膣キュン! 頬を赤らめて求めて来たので生挿入、中出ししちゃいました!（8月12日、アイエナジー）
- 美波こづえ レズ解禁 妹に恋した私（9月9日、アイエナジー）
- パンツ越しの素股&尻コキ 接触部がよく見えるように男子もブリーフ着用! Part.5（9月14日、アロマ企画）

- 久しぶりに会った姪っ子は小悪魔痴女っ娘になっていた!!無邪気に抱きついてくる姪っ子。でも成長してかわいくなった姿に大コーフン!なのにオチンチン大きくなった!と跨ってきて…!神野ひな  天然美月 （2月10日、アイエナジー）
- 神野ひな 引退（5月26日、SODクリエイト）

### VR
2018年
- イチャつきデリヘル（1月1日、KMPVR）
- ボクのことを好き過ぎるご奉仕メイドとのなんともうらやましい日常。（2月1日、CRYSTAL VR）
- 姉の娘がドストライク 〜日焼け姪っ子中出し性交〜（6月30日、I.B.WORKS）
- 無邪気な少女たちと混浴VR! 混浴温泉に男はボク一人!無垢な女子○生7人は僕がいるのに無邪気にはしゃいで裸体をさらしまくる!人一倍恥じらう少女と偶然二人きりになった僕は、少女のおててを引いて勃起ち○ぽを見せつけてから、周りにバレないようにこっそり密着中出しSEX!（7月20日、SODクリエイト）
- 美少女同士がお下劣に舐め合う卑猥変態レズ おげレズ（8月10日、SODクリエイト）
- 「1度、1度だけ言う事聞くから…! もう犯さないで…」（10月27日、ブイワンVR）

2019年
- SOD女子社員 仕事始めの会 新年もちつきVR（1月10日、SODクリエイト）※「椎名つばさ」名義
- 唾飲み VR-2 美女の唾厳選12名スペシャル!（1月19日、SODクリエイト）
- ひなのを食べたい!（1月26日、ブイワンVR）
- 飲尿JOI 2 ロリカワひなのと巨乳美人くるみの姉妹に変態扱いされながら唾・潮・マン汁を味わえる。最後は壊れた蛇口のようにマ○コから顔面に迫るおしっこを飲めるVR（2月1日、SODクリエイト）
- 足裏フェチVR（2月1日、SODクリエイト）
- 透明人間VR 〜これって仮想!?現実!?透明人間になって更衣室でひよこ女子にやりたい放題!!〜（2月1日、ひよこ）
- ナチュラルハイVR痴漢作品集 2019 撮り下ろし「痴漢中出しおねだり娘」付き 長尺485分SP（7月12日、ナチュラルハイ）※撮り下ろしに出演
- クラスの不思議な処女に痴女られる（8月29日、SODクリエイト）
- 女子○生に監禁されたボク。 『放課後、ボクはマジメで優等生な女子たちのオナニーの道具になりました。』（9月2日、SODクリエイト）
- アクメ自転車VR 超接写・観察モニタリング視点 素人娘がピストンマシーン自転車に挑戦!! 激イキまくり潮吹きをゼロ距離で体感できるVR（9月9日、SODクリエイト）
- 自己紹介VR 人気AV女優が丁寧に名前からオナニーの仕方までアナタに伝えてくれる「私のこと知ってください!」（9月19日、SODVR）
- 【夜這いVR】 無垢で無邪気な美少女たちを裏切り寝ている隙にツルぷにま○こを激イカセ!（10月3日、SODクリエイト）
- 【身長10cmVR!】170cmの僕がちっちゃくなっちゃった! 着替えを覗いてたらにイタズラされて摘ままれ・潰され・もみくちゃにされまくった! 【こんなVRが見たい!祭 2019年】（11月4日、SODクリエイト）
- 夢中でフェラしている女の無防備なお尻を眺めるVR（11月21日、SODクリエイト）
- 義妹が友達を呼んで我が家でお泊まり会…はいいのですが、どうやら「誰がお兄ちゃんを一番に誘惑できるかゲーム」をしているようです!! 両親不在の間に義妹のおマセな友達がお泊まりに来た!自宅で女子のお泊り会が開催されることが初体験のボクはドキドキして落ち着かない!義妹とはいえボクは兄なので表向きはクールな感じを装っていたら、どうやら「誰がお兄ちゃんを一番に誘惑できるかゲーム」をしているみたいで、露骨にボクを誘惑してくる!それじゃなくても内心気になりまくっていたのに、そんなにエロい誘惑をされてしまうと…。結局、理性では抑えきれず最終的には4Pまでしちゃいました!（11月26日、Hunter）
- 美少女のおもらし（11月27日、TMA）
- 学校掃除の時間 教室・廊下・階段・図書室 雑巾がけパンチラVR 年末大掃除SP 総勢11名（12月16日、SODクリエイト）

2020年
- ひなの女王様の調教部屋（1月23日、サロメ）
- お触りありの超接近オナニーサポート女子（6月26日、CASANOVA）
- 素人ハメ撮りVR 処女喪失から短期間で6人とヤッたロリ顔パイパン天使に背徳感たっぷりの中出し!!（8月26日、スケこま一家VR）
- イカセ体験VR（11月6日、プリモ@VR）

2021年
- 女子○生のオナニー中の愛液垂れを目の前で見れるVR（1月8日、ナチュラルハイ）
- 【全編ノーモザイク】 AV女優・ブルマ・デカ尻・アナルコレクション（1月14日、V&R PRODUCE）
- 陸上部所属のレーシングブルマ穿いた妹が目の前でムッチリデカ尻を見せつけて挑発! 「お兄ちゃん…私のお尻好きなんでしょ…」 着衣でベロキス/耳舐め/濃厚フェラ/デカ尻顔面圧迫/アナル観察! 禁断の密着近親相姦生中出しSEX!（1月26日、V&R PRODUCE）
- 「ほら、いっぱいシコシコして…」 心優しいスク水ニーハイ家政婦が“超”至近距離で見つめながら童貞の僕にオナニーサポート! 初体験のベロキス・耳舐め・ささやき・ニーハイ足コキ! 一度の射精では収まらない童貞チ○ポを筆おろし!（2月9日、V&R PRODUCE）
- 女子校生くすぐり失禁（3月9日、プリモ@VR）

### デジタル写真集
- ギリギリ★あいどる倶楽部 R 「僕だけの天使」（2017年11月10日、PAD）
- ギリギリ★あいどる倶楽部 R 「恋少女」（2018年1月26日、PAD）
- ギリギリ★あいどる倶楽部 「恥じらい温泉小旅行」（2018年2月9日、PAD）
- ギリギリ★あいどる倶楽部 R 「あぶない天使」（2018年3月2日、PAD）
- Aphrodite（2018年6月15日、ファインピクチャーズ）
- ボクだけのご奉仕メイド 神坂ひなの Episode01（2018年7月24日、TMEプラス）
- ボクだけのご奉仕メイド 神坂ひなの Episode02（2018年7月24日、TMEプラス）
- ボクだけのご奉仕メイド 神坂ひなの Episode03（2018年7月25日、TMEプラス）
- 純真無垢な妹系美少女 本能的に貪りたくなる美しすぎるカラダ。（2018年9月29日、ブイワンVR）
- SPECIAL BEST（2019年8月7日、五百十）
- 【中出し】近親相姦童貞喪失中出しSEX!（2019年8月7日、五百十）
- ボクだけのご奉仕メイド 神坂ひなの Complete版（2019年9月8日、TMEプラス）
- 彼女に出会うまでは…「一度でいいから一晩中、美少女に全身ビチョビチョに舐められたい」というのが、中年独男な私のささやかな夢だったんですが…。（2019年9月17日、DT publishing）
- 低身長姪っ子姉妹（2019年11月26日、五百十）
- 可愛いスギル!思わずギュッとしたくなる美少女BEST 大ボリューム10名（2020年3月10日、ブイワンVR）
- 【ごっくん素人】お父さん、お母さんいなくて寂しいでしょ?（2020年8月14日、Milkyway）
- 盆休み実家に帰省した叔父が犯し尽くす姪っ子脅迫レイプ Vol.1（2020年9月3日、五百十）
- 個人撮影（2020年11月21日、hgg）
- 女王様の調教部屋 3（2020年11月27日、ケイ・エム・プロデュース）
- LOVEPOP デラックス 神坂ひなの 001（2021年2月10日、LOVEPOP）
- LOVEPOP デラックス 神坂ひなの 002（2021年3月11日、LOVEPOP）
- 黒人廃工場美少女連れ去りレイプ（2021年3月19日、TMA）
- オーガズムの瞬間をとらえた写真集 さんざん嬲られてイカされ続ける女の凄まじき記録 狂乱のイキ晒し公開調教ショー 残酷な辱めに涙を浮かべる乙女（2021年5月14日、BABE MIRACLE PICTURES）
- 集合団地の日焼け美少女（2021年6月20日、TMA）

## 出演

### テレビ
- ビ〜チ9（2018年4月、テレビ埼玉） - マンスリーゲスト
- 秋の自慰1グランプリ（2020年10月1日、パラダイステレビ）[21]

### ネットテレビ
- 土曜の夜は尻上がり!「ピーチゃんねる」 #53（2017年8月19日、AbemaTV）

### ライブ
- ミルジェネ美女と野獣LIVE特別版「美女と野獣と美女」（2019年6月26日、六本木BIRDLAND）[22]

### ゲーム
- 龍が如く7 光と闇の行方（2020年1月16日、セガゲームス） - 乙姫ランドのソープ嬢「神坂ひなの」役 ※写真のみの出演

### MV
- 『哀々傘』mama.（2020年1月15日、Bloom）[23]

## 掲載

### 雑誌
- 週刊プレイボーイ 2017年8月7日号（集英社） - グラビア「少女の泉、夏に湧く」[24]
- 月刊DMM 2017年9月号（ジーオーティー） - インタビュー「HATSUMONO!」[25]

## リンク
- 神坂ひなのさんのブログ『さくらのつぼみ』 - Ameba Blog 公式ブログ（2015年9月7日 - 2016年3月25日）
- 神坂ひなの 特設ページ - SOD公式サイト
- 神野ひな (@hina_kanno0303) - X（旧Twitter）（2019年12月31日 - ）